# Nosków (gromada w powiecie jarocińskim)
Nosków – dawna gromada, czyli najmniejsza jednostka podziału terytorialnego Polskiej Rzeczypospolitej Ludowej w latach 1954–1972.
Gromady, z gromadzkimi radami narodowymi (GRN) jako organami władzy najniższego stopnia na wsi, funkcjonowały od reformy reorganizującej administrację wiejską przeprowadzonej jesienią 1954 do momentu ich zniesienia z dniem 1 stycznia 1973, tym samym wypierając organizację gminną w latach 1954–1972.
Gromadę Nosków z siedzibą GRN w Noskowie utworzono – jako jedną z 8759 gromad na obszarze Polski – w powiecie jarocińskim w woj. poznańskim, na mocy uchwały nr 22/54 WRN w Poznaniu z dnia 5 października 1954. W skład jednostki weszły obszary dotychczasowych gromad Nosków i Parczęczew ze zniesionej gminy Jaraczewo oraz obszar dotychczasowej gromady Roszków ze zniesionej gminy Jarocin – w tymże powiecie. Dla gromady ustalono 17 członków gromadzkiej rady narodowej.
1 stycznia 1962 z gromady Nosków wyłączono: a) miejscowość Parzęczew (bez parcel karty mapy 2 i części działki 203 obrębu Parzęczew obejmującej miejscowość Kapalica), włączając ją do gromady Góra; b) miejscowości Dąbrowa i Roszków, włączając je do gromady Jarocin – w tymże powiecie, po czym gromadę Nosków zniesiono, a jej (pozostały) obszar włączono do gromady Rusko tamże.